# Mother (Daniel-Lied)
Mother (englisch für ‚Mutter‘) ist ein Lied des deutschen Pop-Sängers Daniel. Das Stück ist die zweite Singleauskopplung aus seinem Debütalbum Lucky Star.

## Entstehung und Artwork
Geschrieben wurde das Lied von Christopher Fairbrass, Richard Fairbrass, Matthias Meusel, Ulrich Rode und Clyde Ward, produziert wurde das Lied von Hartmut Krech und Mark Nissen. Die Single wurde unter dem Musiklabel Polydor veröffentlicht. Auf dem Cover der Maxi-Single sind – neben der Aufschrift des Künstlers und des Liedtitels – alle Interpreten, gemeinsam hinter einer weißen (durchsehbaren) Wand, zu sehen. Die Fotografie stammt von Ben Wolf.

## Veröffentlichung und Promotion
Die Erstveröffentlichung der Single fand am 19. April 2004 in Deutschland, Österreich und der Schweiz statt. Die Maxi-Single enthält neben der Single Version auch zwei Remix Versionen, eine Extended Version und eine Karaoke Version des Liedes, als B-Seite. Wie auch auf dem Cover zur Single zu sehen ist, wurde das Projekt von dem Fernsehsender Sat.1 und dem Produzent von Unterhaltungssendungen GRUNDY Light Entertainment unterstützt und beworben. Ein Musikvideo zu Smile wurde nicht gedreht.

## Hintergrundinformation
Bei diesem Zusammenschluss von Künstlern handelt es sich um die Finalteilnehmer, der ersten Staffel, der Castingshow Star Search, in der Kategorie „Music Act von 10 bis 15 Jahren“. Hierbei handelt es sich nicht um die erste Single-Veröffentlichung der vier Künstler, bereits unter dem Projektnamen Star Search 1 – The Kids brachten sie ein Jahr zuvor die Single Smile heraus. Das Lied wurde nur ein einziges Mal, während der Finalshow von Star Search, von allen Interpreten gemeinsam Live aufgeführt.

## Inhalt
Der Liedtext zu Mother ist komplett auf Englisch verfasst. Die Musik und der Text wurden von Christopher Fairbrass, Richard Fairbrass, Matthias Meusel, Ulrich Rode und Clyde Ward verfasst. Musikalisch bewegt sich der Song im Bereich der Pop- und Rapmusik. Mit Ausnahme von Bruton singen alle Interpreten ihren solo Teil des Liedes, Bruton rappt seinen solo Teil und im Refrain singt er gemeinsam mit den Anderen. Das Lied ist eine Danksagung an Mütter.
| „There’s No Other Like My Mother, I Don’t Care About the Others, There’s No Other Like My Mother in the Whole Wide World. She Knows All There Is About Me, and She Never Ever Doubts Me, There’s No Other Like My Mother in the Whole Wide World.“ – Refrain, Original | „Es gibt keinen anderen wie meine Mutter, ich interessiere mich nicht für die Anderen, es gibt keinen anderen wie meine Mutter auf der ganzen Welt. Sie weiß alles über mich und zweifelt nie an mir, es gibt keinen anderen wie meine Mutter auf der ganzen Welt.“ – Refrain, Übersetzung |

## Mitwirkende
| Liedproduktion - Daniel: Gesang - Christopher Fairbrass: Komponist, Liedtexter - Richard Fairbrass: Komponist, Liedtexter - Jenniffer: Gesang - Hartmut Krech: Musikproduzent - Matthias Meusel: Komponist, Liedtexter - Mark Nissen: Produzent - Oliver: Rap - Ulrich Rode: Komponist, Liedtexter - Senta-Sofia: Gesang - Clyde Ward: Komponist, Liedtexter | Artwork - Ben Wolf: Fotograf (Cover) Unternehmen - Polydor: Musiklabel - Universal Music Group: Vertrieb |

## Charts und Chartplatzierungen
Mother erreichte in Deutschland Rang 71 der Singlecharts und konnte sich drei Wochen in den Charts platzieren. Mit Ausnahme von Jenniffer ist es für alle teilnehmenden Interpreten bereits der dritte Charterfolg in Deutschland, für Jenniffer ist es der zweite.
| ChartsChartplatzierungen | Höchstplatzierung | Wochen |
| ------------------------ | ----------------- | ------ |
| Deutschland (GfK)        | 71 (3 Wo.)        | 3      |